# Ohlmoorgraben
Der Ohlmoorgraben ist ein Nebenfluss des Raakmoorgrabens, welcher in Hamburg-Langenhorn fließt.

## Verlauf
Er entspringt aus einem Teich zwischen der Straße Olenland und dem Wördenmoorweg. Von dort verläuft er Richtung Westen und dann an der Tangstedter Landstraße. Er unterquert den Ring 3 und verläuft danach weiter an der U1-Strecke. Dabei unterquert er die Straße Beim Schäferhof und die Flughafenstraße, danach mündet er am U-Bahnhof Fuhlsbüttel Nord in den Raakmoorgraben, der die Grenze zwischen Langenhorn und Fuhlsbüttel bildet.

## Früherer Verlauf
Der Ohlmoorgraben, einst auch Dorfbach genannt, floss vom Ohlmoor und Reckamp (heute Reekamp) kommend durch den Dorfteich und vereinigte sich weiter südwestlich mit der Mooreye (heute Raakmoorgraben). Beim Bau der U-Bahn-Strecke wurde er 1913 in den Einschnitt der Bahntrasse parallel zu den Schienen verlegt und mündet nun an der Flughafenstraße in den Raakmoorgraben. Der vom Ohlmoorgraben abgeschnittene Teil bildete den Eberhofgraben, welcher mit dem Bau der Straßen Krohnstieg und Timmweg als Gewässer II. Ordnung aufgehoben wurde.